# 63 Gwardyjska Brygada Pancerna
63 Gwardyjska Brygada Pancerna (ros. 63-я гвардейская танковая бригада) – jednostka pancerna Armii Czerwonej z okresu II wojny światowej, uczestniczyła w walkach przeciw wojskom niemieckim m.in. na ziemiach polskich.
63 Gwardyjska Brygada Pancerna (63 BPancGw) została utworzona razkazem z 28 października 1943 przez przemianowanie 244 Brygady Pancernej w jednostkę gwardyjską.                                                                                     
Jej szlak bojowy w walce przeciw wojskom III Rzeszy prowadził z rejonu Równego m.in. przez Tarnopol, Kołomyja, Lwów, Sambor, Sandomierz, Chęciny, Ścinawa, Żary, Krapkowice i Drezno, a zakończył się w rejonie czeskiej Pragi. 
W czasie ofensywy styczniowej brygada dowodzona przez płka Michała Fomiczewa po złamaniu oporu wojsk niemieckich w godzinach popołudniowych 19 stycznia 1945 wspólnie z 61 Gwardyjską Brygadą Pancerną zdobyła Bełchatów.

## Dowództwo brygady
Dowódcy:
- płk Borys Jeremiejew (01.10.1943 - 29.02.1944)
- płk Michaił Fomiczow[2] (01.02.1944 - 15.06.1945)[1].

Szefowie sztabu:
- ppłk Jakow Baranow (01.11.1943 - 11.04.1945)
- mjr Iwan Czernysz (11.04.1945 - 15.06.1945)[1].

## Struktura organizacyjna
- 1 batalion czołgów,
- 2 batalion czołgów,
- 3 batalion czołgów.
- zmotoryzowany batalion piechoty (Моторизованный батальон автоматчиков) i inne[3].